# 国民学校令
《國民學校令》 （日语：／ Gokumin Gakkōrei、昭和16年3月1日勅令第148号），是小学校令的全面修訂後，頒佈的修訂版敕令。國民學校令是規定了初等教育、中等教育前期教育實施的国民学校的勅令。國民學校令在1941年（昭和16年）3月1日頒佈，在同年4月1日开始實施。總體而言，與小學校令並無太大區別。
這一敕令以「以皇國之道為原則，實施初級普通教育、培養國民之基礎」為目標，共計58條條款。

## 敕令介紹

### 課程部份
国民学校可分為初等部科目與高等部科目。此外，国民学校亦對畢業生確立了學習年限為1年的特修科。
下為課程列表：
| 學習等級                                   | 學習年限 | 教育科目 | 教育科目      | 教育科目 | 教育科目 | 教育科目 | 教育科目         | 教育科目 | 教育科目               | 教育科目 | 教育科目              |
| ------------------------------------------ | -------- | -------- | ------------- | -------- | -------- | -------- | ---------------- | -------- | ---------------------- | -------- | --------------------- |
| 初等部科目 （即舊尋常小学校）              | 6年      | 國民科   | 修身          | 理數科   | 算數     | 體鍛科   | 體操             | 藝能科   | 音樂                   | 不適用   | 不適用                |
| 初等部科目 （即舊尋常小学校）              | 6年      | 國民科   | 國語 （日語） | 理數科   | 算數     | 體鍛科   | 體操             | 藝能科   | 練字                   | 不適用   | 不適用                |
| 初等部科目 （即舊尋常小学校）              | 6年      | 國民科   | 國語 （日語） | 理數科   | 算數     | 體鍛科   | 武術（女生可免） | 藝能科   | 圖畫                   | 不適用   | 不適用                |
| 初等部科目 （即舊尋常小学校）              | 6年      | 國民科   | 國史          | 理數科   | 理科     | 體鍛科   | 武術（女生可免） | 藝能科   | 工作                   | 不適用   | 不適用                |
| 初等部科目 （即舊尋常小学校）              | 6年      | 國民科   | 地理          | 理數科   | 理科     | 體鍛科   | 武術（女生可免） | 藝能科   | 缝纫 （只限女生）      | 不適用   | 不適用                |
| 高等部科目 （即舊高等小学校）              | 2年      | 國民科   | 修身          | 理數科   | 算數     | 體鍛科   | 體操             | 藝能科   | 音樂                   | 實業科   | 農業/工業/商業/水産業 |
| 高等部科目 （即舊高等小学校）              | 2年      | 國民科   | 國語 （日語） | 理數科   | 算數     | 體鍛科   | 體操             | 藝能科   | 練字                   | 實業科   | 農業/工業/商業/水産業 |
| 高等部科目 （即舊高等小学校）              | 2年      | 國民科   | 國語 （日語） | 理數科   | 算數     | 體鍛科   | 體操             | 藝能科   | 畫畫                   | 實業科   | 農業/工業/商業/水産業 |
| 高等部科目 （即舊高等小学校）              | 2年      | 國民科   | 國史          | 理數科   | 理科     | 體鍛科   | 武術（女生可免） | 藝能科   | 工作                   | 實業科   | 農業/工業/商業/水産業 |
| 高等部科目 （即舊高等小学校）              | 2年      | 國民科   | 地理          | 理數科   | 理科     | 體鍛科   | 武術（女生可免） | 藝能科   | 縫紉/家務 （只限女生） | 實業科   | 農業/工業/商業/水産業 |
| 注：此外，還可以設置必要的科目，如：外語。 |          |          |               |          |          |          |                  |          |                        |          |                       |

### 教科書
文部省對国民学校的教科書拥有著作權。

### 就學
國民學校令規定了在国民学校就讀的8年為義務教育。監護人有義務讓他們的6歲的孩子入讀國立學校8年，直到他們14歲（第8條）；不可阻礙學齡兒童（作為勞動力）上學（第12條）。於上述學齡兒童中，身體或精神上有障礙就学的兒童的監護人，可以在市町村長或地方長官的授權下豁免入學。
患有流行病的兒童，或兒童因性格行為不良而被認定阻礙其他兒童的教育進度，校長可以要求兒童暫停或停學。

### 職員
國民學校令對國民學校職員的變更有：
- 可以設立教練、養護訓導，或準訓導之教育職位。
- 学校校長和教練享有奏任官的待遇（待遇改善）。

### 国民学校的設立義務
市町村應在其地區建立一所國民學校，僅在該地區招收學齡兒童，或與其他市町村建立合營學校，或將其設立義務委託給其他市町村。

### 設施
除在緊急情況、或有關於教育、兵事、産業、衛生、慈善等有特殊需要的特別情況外，校舍、學校土地、學校設備、操場，不能有用於國立學校以外的用途（國民學校令第31條）。

### 費用和學費
國立學校的費用原則上是由市町村、市町村合營学校組合或町村合營学校承擔。 對於財政困難的市町村或聯營合營学校當局，政府當局必須從北海道地區行政開支中或都道府縣行政開支中撥款援助。 訓導、養護訓導、准訓導的檢測考試，以及國立學校教師執照和養護訓導執照，其費用由北海道地區行政開支或都道府縣行政開支中撥款承擔。
原則上，不會收取學費（但不適用於特修科）。

## 於日本外地關係
根據《國民學校令等戰時特例》（昭和十九年二月十六日勅令第八十號）第八條，國民學校令適用於《朝鮮教育令》、《台湾教育令》及《在關東州及滿洲国帝国臣民教育令》。

## 廢除
- 1947年（昭和22年) 3月31日 - 隨著学校教育法（昭和22年法律第26號）頒佈與實施而廢除。